# Seznam angleških anatomov
Seznam angleških anatomov.

## B
Joshua Brookes - John Browne - 

## C
Henry Vandyke Carter - Astley Cooper - William Cowper - 

## E
Harold Ellis - 

## G
Francis Glisson - Henry Gray - 

## H
William Harvey - John Hilton - 

## K
Francis Kiernan - 

## L
Charles Barrett Lockwood - 

## O
Richard Owen -

## S
Charles Scarborough - Francis Sibson - Charles Stewart - John Stopford, Baron Stopford of Fallowfield - 

## T
William Turner - Edward Tyson - 

## W
Robert Whitaker - 